# Мансдорф-ан-дер-Донау
Мансдорф-ан-дер-Донау (нем. Mannsdorf an der Donau) — коммуна (нем. Gemeinde) в Австрии, в федеральной земле Нижняя Австрия.
Входит в состав округа Гензерндорф. Население составляет 369 человек (на 31 декабря 2015 года). Занимает площадь 10,32 км². Официальный код — 30834.

## Политическая ситуация
Бургомистр коммуны — Christoph Windisch по результатам выборов 2015 года.
Совет представителей коммуны (нем. Gemeinderat) состоит из 13 мест.
- АНП занимает 9 мест.
- Партия UBLM занимает 4 мест.